# Notomulciber
Notomulciber is een kevergeslacht uit de familie van de boktorren (Cerambycidae). De wetenschappelijke naam van het geslacht werd voor het eerst geldig gepubliceerd in 1894 door Blackburn.

## Soorten
Notomulciber omvat de volgende soorten:
- Notomulciber albosetosus (Heller, 1923)
- Notomulciber basimaculatus Breuning & de Jong, 1941
- Notomulciber biguttatus (Pascoe, 1867)
- Notomulciber bryanti (Breuning, 1939)
- Notomulciber decemmaculatus Breuning, 1942
- Notomulciber enganensis (Breuning, 1939)
- Notomulciber flavolineatus (Breuning, 1947)
- Notomulciber fuscomarginatus (Aurivillius, 1914)
- Notomulciber gressitti (Tippmann, 1955)
- Notomulciber javanicus (Breuning, 1956)
- Notomulciber notatus (Fisher, 1936)
- Notomulciber ochraceomaculatus (Breuning, 1939)
- Notomulciber ochrosignatus (Heller, 1921)
- Notomulciber palawanicus Breuning & de Jong, 1941
- Notomulciber quadrimaculatus Breuning & de Jong, 1941
- Notomulciber quadrisignatus (Schwarzer, 1925)
- Notomulciber sexlineatus (Breuning, 1959)
- Notomulciber sexnotatus Breuning & de Jong, 1941
- Notomulciber strandi (Breuning, 1939)
- Notomulciber sumatrensis (Schwarzer, 1930)
- Notomulciber travancorensis Breuning, 1958
- Notomulciber trimaculatus (Breuning, 1939)
- Notomulciber variegatus (Aurivillius, 1914)
- Notomulciber carpentariae Blackburn, 1894
- Notomulciber celebensis Breuning, 1961